# Nederlandse kampioenschappen zwemmen 2005
De Nederlandse kampioenschappen zwemmen 2005 werden gehouden van 21 tot en met 24 april 2005 in het Sloterparkbad in Amsterdam.

## Podia

### Mannen
| Onderdeel            | Goud                                                                  | Goud     | Zilver                                                                                  | Zilver   | Brons                                                                           | Brons    |
| -------------------- | --------------------------------------------------------------------- | -------- | --------------------------------------------------------------------------------------- | -------- | ------------------------------------------------------------------------------- | -------- |
| Vrije slag           |                                                                       |          |                                                                                         |          |                                                                                 |          |
| 50 m                 | Johan Kenkhuis Swimteam                                               | 22,67    | Mark Veens PSV                                                                          | 22,74    | Bas van Velthoven Swimteam                                                      | 23,28    |
| 100 m                | Gijs Damen PSV                                                        | 50,69    | Robert Lijesen MNC Dordrecht                                                            | 50,85    | Robin van Aggele SG Midden Nederland                                            | 51,11    |
| 200 m                | Robin van Aggele SG Midden Nederland                                  | 1.51,30  | Stefan Oosting PSV                                                                      | 1.52,71  | Bas van Velthoven Swimteam                                                      | 1.52,96  |
| 400 m                | Alex Schelvis De Kempvis                                              | 4.00,22  | Raymond van de Merwe DES                                                                | 4.08,55  | Joeri Verlinden PSV                                                             | 4.08,58  |
| 800 m                | Sebastiaan Verschuren Aquarijn                                        | 8.25,58  | Sebastiaan Reijnen Het Y-mere                                                           | 8.37,64  | Michel Heijnen HGK                                                              | 8.44,86  |
| 1500 m               | Alex Schelvis De Kempvis                                              | 15.55,94 | Maarten van der Weijden MNC Dordrecht                                                   | 15.56,72 | Sebastiaan Verschuren Aquarijn                                                  | 16.05,16 |
| Rugslag              |                                                                       |          |                                                                                         |          |                                                                                 |          |
| 50 m                 | Nick Driebergen LZ 1886                                               | 26,92    | Dirkjan de Wit DWK                                                                      | 26,93    | John Keetman DWK                                                                | 26,98    |
| 100 m                | Nick Driebergen LZ 1886                                               | 58,11    | Dirkjan de Wit DWK                                                                      | 58,40    | Bastiaan Tamminga PSV                                                           | 58,52    |
| 200 m                | Nick Driebergen LZ 1886                                               | 2.06,17  | John Keetman DWK                                                                        | 2.08,49  | Jan Kersten De Columbiaan                                                       | 2.12,35  |
| Schoolslag           |                                                                       |          |                                                                                         |          |                                                                                 |          |
| 50 m                 | Lennart Stekelenburg MNC Dordrecht                                    | 28,46    | Thijs van Valkengoed Swimteam                                                           | 28,96    | Mans Broekgaarden DWK                                                           | 29,94    |
| 100 m                | Thijs van Valkengoed Swimteam                                         | 1.02,27  | Lennart Stekelenburg MNC Dordrecht                                                      | 1.02,43  | Niels van de Hoek MNC Dordrecht                                                 | 1.05,02  |
| 200 m                | Thijs van Valkengoed Swimteam                                         | 2.14,93  | Robin van Aggele SG Midden Nederland                                                    | 2.16,19  | Niels van de Hoek MNC Dordrecht                                                 | 2.20,90  |
| Vlinderslag          |                                                                       |          |                                                                                         |          |                                                                                 |          |
| 50 m                 | Bastiaan Tamminga PSV                                                 | 24,38    | Joris Keizer PSV                                                                        | 24,72    | Dirkjan de Wit DWK                                                              | 25,03    |
| 100 m                | Stefan Aartsen De Kempvis                                             | 54,18    | Bastiaan Tamminga PSV                                                                   | 55,59    | Dirkjan de Wit DWK                                                              | 55,72    |
| 200 m                | Stefan Aartsen De Kempvis                                             | 2.00,34  | Alex Schelvis De Kempvis                                                                | 2.04,88  | Sander Ganzevles De Dolfijn                                                     | 2.05,73  |
| Wisselslag           |                                                                       |          |                                                                                         |          |                                                                                 |          |
| 200 m                | Robin van Aggele SG Midden Nederland                                  | 2.02,42  | Thijs van Valkengoed Swimteam                                                           | 2.06,19  | Sander Karssen DWK                                                              | 2.09,02  |
| 400 m                | Robin van Aggele SG Midden Nederland                                  | 4.22,36  | Sander Karssen DWK                                                                      | 4.33,04  | Raymond van de Merwe DES                                                        | 4.38,30  |
| Vrije slag estafette |                                                                       |          |                                                                                         |          |                                                                                 |          |
| 4×100 m              | De Dolfijn Kai Pardieck Stefan de Die Remko de Jong Joost Krommenhoek | 3.32,14  | DWK Joran Barends Sander Karssen John Keetman Dirkjan de Wit                            | 3.32,49  | Zeester-Meerval Roel Jacobs Daan van Boxmeer Stefan Coeymans Nick van der Zandt | 3.35,37  |
| 4×200 m              | DWK John Keetman David uit den Boogaard Sander Karssen Joran Barends  | 7.49,61  | WVZ Wouter Smeets Sander Smeets Alex Goeyenbier Martijn Smeets                          | 7.59,55  | De Dolfijn Stefan de Die Joost Krommenhoek Misja Langeler Sander Ganzevles      | 7.59,76  |
| Wisselslag estafette |                                                                       |          |                                                                                         |          |                                                                                 |          |
| 4×100 m              | DWK John Keetman Mans Broekgaarden Dirkjan de Wit Joran Barends       | 3.50,15  | MNC Dordrecht Lennart Stekelenburg Niels van de Hoek Arjan van der Plaat Robert Lijesen | 3.54,67  | De Dolfijn Sander Ganzevles Stefan Haack Joost Krommenhoek Kai Pardieck         | 3.58,93  |

### Vrouwen
| Onderdeel            | Goud                                                                               | Goud     | Zilver                                                                      | Zilver   | Brons                                                                     | Brons    |
| -------------------- | ---------------------------------------------------------------------------------- | -------- | --------------------------------------------------------------------------- | -------- | ------------------------------------------------------------------------- | -------- |
| Vrije slag           |                                                                                    |          |                                                                             |          |                                                                           |          |
| 50 m                 | Marleen Veldhuis Swimteam                                                          | 25,01    | Inge Dekker De Kempvis                                                      | 25,27    | Chantal Groot Swimteam                                                    | 25,32    |
| 100 m                | Marleen Veldhuis Swimteam                                                          | 54,27    | Inge Dekker De Kempvis                                                      | 55,27    | Chantal Groot Swimteam                                                    | 55,51    |
| 200 m                | Linda Bank De Dolfijn                                                              | 2.03,81  | Femke Heemskerk De Zijl-LGB                                                 | 2.04,16  | Rieneke Terink DWK                                                        | 2.06,18  |
| 400 m                | Linda Bank De Dolfijn                                                              | 4.19,99  | Daniëlle uit den Boogaard MNC Dordrecht                                     | 4.28,77  | Marion van den Berg RZC                                                   | 4.29,06  |
| 800 m                | Marjolein Post Aquarijn Marion van den Berg RZC                                    | 9.11,43  |                                                                             |          | Linsy Heister PSV                                                         | 9.13,04  |
| 1500 m               | Daniëlle uit den Boogaard MNC Dordrecht                                            | 17.35,74 | Denise de Riet Van Vliet Barracuda                                          | 17.41,32 | Linsy Heister PSV                                                         | 17.41,86 |
| Rugslag              |                                                                                    |          |                                                                             |          |                                                                           |          |
| 50 m                 | Hinkelien Schreuder PSV                                                            | 28,94    | Stefanie Luiken PSV                                                         | 30,23    | Rieneke Schinkel Swimteam                                                 | 30,31    |
| 100 m                | Stefanie Luiken PSV                                                                | 1.04,08  | Femke Heemskerk De Zijl-LGB                                                 | 1.04,39  | Mariët Koster ZPC Hoogeveen                                               | 1.04,49  |
| 200 m                | Rieneke Schinkel Swimteam                                                          | 2.15,82  | Stefanie Luiken PSV                                                         | 2.19,25  | Mariët Koster ZPC Hoogeveen                                               | 2.19,31  |
| Schoolslag           |                                                                                    |          |                                                                             |          |                                                                           |          |
| 50 m                 | Moniek Nijhuis OZ&PC                                                               | 32,22    | Madelon Baans De Kempvis                                                    | 32,98    | Ellen van de Velde Scheldestroom                                          | 33,57    |
| 100 m                | Madelon Baans De Kempvis                                                           | 1.10,62  | Moniek Nijhuis OZ&PC                                                        | 1.11,12  | Melanie ten Brink Swimteam                                                | 1.11,88  |
| 200 m                | Melanie ten Brink Swimteam                                                         | 2.35,46  | Loes Zanderink De Dinkel                                                    | 2.36,25  | Jolijn van Valkengoed De Dolfijn                                          | 2.39,08  |
| Vlinderslag          |                                                                                    |          |                                                                             |          |                                                                           |          |
| 50 m                 | Inge Dekker De Kempvis                                                             | 26,62    | Chantal Groot Swimteam                                                      | 26,70    | Marleen Veldhuis Swimteam                                                 | 26,87    |
| 100 m                | Inge Dekker De Kempvis                                                             | 58,89    | Marleen Veldhuis Swimteam                                                   | 59,78    | Sandra Temmerman SBC 2000                                                 | 1.02,06  |
| 200 m                | Sandra Temmerman SBC 2000                                                          | 2.21,87  | Hedwig Kikkert TriVia                                                       | 2.26,14  | Mariët Koster ZPC Hoogeveen                                               | 2.27,37  |
| Wisselslag           |                                                                                    |          |                                                                             |          |                                                                           |          |
| 200 m                | Melanie ten Brink Swimteam                                                         | 2.20,53  | Jolijn van Valkengoed De Dolfijn                                            | 2.23,47  | Lona Kroese De Dolfijn                                                    | 2.24,67  |
| 400 m                | Lona Kroese De Dolfijn                                                             | 5.07,80  | Lotte Wilms DWK                                                             | 5.09,98  | Evelien Sohl Rapido '82                                                   | 5.14,29  |
| Vrije slag estafette |                                                                                    |          |                                                                             |          |                                                                           |          |
| 4×100 m              | De Dolfijn Jolijn van Valkengoed Lenneke van Schaik Lona Kroese Lenneke van Schaik | 3.54,82  | DWK Rieneke Terink Joyce van Keulen Lotte Wilms Barbara van Rhijn           | 3.56,66  | SBC 2000 Ineke Goossens Inge Balvers Patricia Brooijmans Sandra Temmerman | 4.02,54  |
| 4×200 m              | De Dolfijn Jolijn van Valkengoed Lenneke van Schaik Lona Kroese Linda Bank         | 8.25,11  | DWK Rieneke Terink Joyce van Keulen Lotte Wilms Tamar Bakker                | 8.38,09  | TriVia Eveline Hamstra Elvira Jonkers Hedwig Kikkert Ranomi Kromowidjojo  | 8.51,92  |
| Wisselslag estafette |                                                                                    |          |                                                                             |          |                                                                           |          |
| 4×100 m              | Swimteam Rieneke van Schinkel Melanie ten Brink Chantal Groot Marleen Veldhuis     | 4.09,86  | De Dolfijn Lenneke van Schaik Jolijn van Valkengoed Chrisje Moes Linda Bank | 4.25,23  | OZ&PC Kyra Althanning Moniek Nijhuis Nicole Latka Anne Boomars            | 4.29,35  |